# Joan Evans
Joan Evans (Nash Mills, 22 de junio de 1893-14 de julio de 1977) fue una historiadora inglesa de arte medieval francés e inglés, sobre todo de la joyería medieval moderna temprana; su notable colección fue legada al Museo de Victoria y Alberto de Londres.
Nacida en Nash Mills, Apsley, Hertfordshire, fue la hija del arqueólogo Sir John Evans y su tercera esposa, María Millington Lathbury (1856-1944). Fue educada en privado antes de ingresar a la St Hugh's College de la Universidad de Oxford a estudiar Arqueología; se graduó en 1916 como Master of Arts y fue galardonada con un DLitt en 1930. Como miembro de la Sociedad de Anticuarios de Londres, se desempeñó como la primera mujer presidente de esta institución entre 1959 y 1964. En 1950, su libro Cluniac Art of the Romanesque Period, que versaba sobre el arte y las esculturas hechas por los monjes de la abadía de Cluny, en el este de Francia, fue publicado por Cambridge University Press.
Evans era medio hermana de Sir Arthur Evans, excavador de Knossos y descubridor de la civilización minoica.